# Aulonia kratochvili
Aulonia kratochvili – gatunek pająka z rodziny pogońcowatych i podrodziny Venoniinae. Występuje od Półwyspu Bałkańskiego przez Azję Zachodnią po Turkmenistan.

## Taksonomia
Gatunek ten opisany został po raz pierwszy w 1986 roku przez Piotra Dunina, Jana Buchara i Karela Absolona. Opisu dokonano na podstawie okazów odławianych w latach 1978–1984. Jako lokalizację typową wskazano Park Narodowy Qobustan w Azerbejdżanie. Epitet gatunkowy nadano na cześć Josefa Kratochvíla. Jest jednym z dwóch, obok aulonii sieciarki, gatunków wyróżnianych współcześnie w obrębie rodzaju aulonia.

## Morfologia
U samca długość ciała wynosi około 4¼ mm, a u samicy około 5 mm. Karapaks ma długą i wąską część głowową oraz stromo opadające boki. Ubarwienie karapaksu jest brązowe z niewyraźnym wzorem obejmującym ciemniejsze paski rozchodzące się promieniście, białą, podłużną przepaskę środkową i białe obrzeżenie krawędzi bocznych. Ośmioro oczu rozmieszczonych jest w trzech szeregach poprzecznych. Oczy w szeregu przednim są niewielkich i równych rozmiarów; te pary przednio-środkowej leżą wyżej i bardziej z tyłu niż pary przednio-bocznej. Oczy pary tylno-środkowej leżą na przedniej powierzchni karapaksu, a pary tylno-bocznej na jego bokach. Nadustek jest czterokrotnie wyższy niż średnica oka pary przednio-środkowej, ubarwiony brązowo. Szczękoczułki są brązowe i mają po trzy zęby na krawędziach tylnych. 
Nogogłaszczki samicy są ciemnobrązowe z żółtymi rzepkami i wierzchołkami ud. Nogogłaszczki samca mają brązowe biodra i uda, jasnobrązowe rzepki oraz czarnobrązowe golenie i cymbium. Warga dolna jest brązowa z białawo rozjaśnioną przednią krawędzią. Szczęki i sternum są jasnobrązowe. Kolczaste odnóża mają stopy pozbawione długich szczecinek u nasady, zakończone trzema pazurkami. Kolejność par odnóży od najdłuższej do najkrótszej to: IV, I, II, III. Barwa odnóży jest żółtawa, tylko pierwsza para ma brązowe biodra i uda, ponadto na wierzchołkach bioder pozostałych par znajduje się ciemna kropka, a na spodach ud pozostałych par szarobrązowe przepaski. Opistosoma (odwłok) jest owalna. Wierzch ma ubarwiony ciemnoszarobrązowo z białą przepaską podłużną oraz niewyraźnymi, wąskimi, białymi paskami w tylnej ⅓. Spód jej jest szarawożółty.

## Ekologia i występowanie
Gatunek ciepłolubny, spotykany na piaszczystych stanowiskach w obrębie stepów, suchych łąk i suchych pól. Bytuje pod kamieniami i suchym listowiem, ale w pełnym słońcu spotykany jest również podczas aktywnego przemieszczania się. Dorosłe samce obserwuje się w kwietniu i maju, dorosłe samice aktywne są zaś od kwietnia do lipca.
Pająk palearktyczny, znany z Grecji, Cypru, Turcji, Izraela, Azerbejdżanu, Iranu i Turkmenistanu. W Turcji zasięgiem pionowym dochodzi do 1350 m n.p.m.